# Almacave
Almacave is een plaats (freguesia) in de Portugese gemeente Lamego en telt 7739 inwoners (2001).